# Dionizy Królikowski
Dionizy Królikowski (ur. 3 kwietnia 1862 w Magnuszewicach, zm. 28 lutego 1936 w Poznaniu) – polski dziennikarz, literat, tłumacz, pedagog, organizator chórów.

## Życiorys
Wywodził się z rodziny nauczycielskiej. Uzyskał wykształcenie nauczycielskie i do 1899 pracował w szkołach pruskich. Po przeniesieniu się na Śląsk, w latach 1893–1894, w czasie aresztowania przez Niemców Jana Karola Maćkowskiego, współredagował (razem z Wacławem Rzepeckim i Ignacym Rostkiem) Nowiny Raciborskie. W 1893 był korespondentem prasowym w Wiedniu, od 1894 przebywał w Galicji, najpierw w Krakowie, a następnie we Lwowie, gdzie pracował jako nauczyciel (m.in. w 4 klasowej szkole św. Elżbiety) i dziennikarz – regularnie publikował wówczas artykuły na łamach lwowskiej „Szkoły”. W 1896 był wydawcą lwowskiego „Czasopisma Pedagogicznego” (był wówczas praktykantem w lwowskiej szkole im. A. Mickiewicza, do Lwowa przybył z Krakowa przed 1894). Po przeprowadzce (po 1897) do Poznania brał udział w życiu artystycznym i politycznym miasta. Był współzałożycielem i działaczem władz Towarzystwa Dziennikarzy i Literatów Polskich na Rzeszę Niemiecką, a także redaktorem „Gazety Poznańskiej”.
Przed wybuchem II wojny światowej był redaktorem Gazety Toruńskiej, a w 1898 pierwszym dyrygentem toruńskiego chóru Lutnia (przygotował wówczas m.in. bogaty program uroczystości z okazji setnej rocznicy urodzin Adama Mickiewicza). Jako dziennikarz i literat współpracował m.in. z „Gwiazdką Cieszyńską”, „Wieńcem”, „Pszczółką”, krakowskim „Kurierem Polskim” i lwowskim „Przeglądem”. Był ponadto korespondentem „Słowa”. Po powrocie do Wielkopolski redagował „Orędownika” i „Kurier Poznański”. Był też wydawcą i redaktorem naczelnym czasopisma „Śpiewnik”. Pisał powieści, nowele, utwory sceniczne oraz uprawiał poezję. Był działaczem ruchu słowianofilskiego i tłumaczem prozy oraz poezji z innych języków słowiańskich. Był żonaty od ok. 1880.
Został pochowany na cmentarzu przy ul. Bukowskiej w Poznaniu (nieistniejący).

## Publikacje pedagogiczne
W październiku 1894 zamieścił w czasopiśmie „Szkoła” artykuł o szkolnictwie skandynawskim. Od 5 stycznia do początków listopada 1895 ukazały się w „Szkole” inne jego artykuły: Nowe poglądy na sprawę wychowania narodowego (dotyczący wychowania narodowego we Włoszech), Nowe prądy pedagogiczne za granicą (o szkolnictwie włoskim), Seminaria nauczycielskie we Francji, Szkolnictwo ludowe we Francji, Nadzór szkół w Serbii, Dzieci głuchonieme i szkoła ludowa oraz Statystyka porównawcza nauki elementarnej w krajach ucywilizowanych (na podstawie pracy Francuza E. Levasseura).

## Ordery i odznaczenia
- Krzyż Kawalerski Orderu Odrodzenia Polski (10 listopada 1928)[15]